# 金兆龍
金兆龍（きん ちょうりゅう、1889年 - 1933年）は、武昌起義を勃発させた人物の一人。字は品臣。湖北省黄岡県周鋪（現在の武漢市新洲区）の出身。

## 経歴
幼少期は私塾に通っていたが、貧困により中断せざるを得なかった。こうした経験から革命思想に目覚める。
1906年（光緒三十二年）に湖北新軍第八鎮工程第八営の当兵（兵士）として入隊、後隊第二排第五棚副目を経て、1908年に正目（現在の班長に当たる）に昇進した。後に共進会、振武学社に参加し、共進会の第八営後隊代表として革命を目指すようになった。
1911年10月9日、孫武が漢口租界のロシア租界で密造していた爆弾が暴発、ロシア人警官の捜索を受けたため、清朝に革命計画が露見し、彭楚藩・劉復基・楊宏勝の3名が逮捕された。湖広総督の瑞澂は、翌日早朝に3人を総督公署門の前で斬首刑に処し、まだ軍内部に潜む革命派の洗い出しを命じたため、軍内部には大きな動揺が広がっていた。

### 武昌起義
その夜、「革命軍大隊長」の熊秉坤は決起を計画し、金兆龍は熊の指示で第八営宿舎の2階寝室で同じ第五棚兵士の程定国とともに小銃と弾薬箱を持ち出して床に就こうとしていたが、当直任務についていた第二排哨長（小隊長に相当）の陶啓勝に発見され「謀反する気か？」と詰問したところ、金兆龍は「反乱だ！反乱！すぐに反乱を起こしてやる！」（反！反！即反矣！）と答え陶啓勝は激怒、金兆龍を平手打ちしたため取っ組み合いとなった。陶啓勝の方が優勢となり、取り押さえられた金兆龍が「もうやめろ、何時までここに居る気だ？」（众同志再不动手、更待何时！）と叫ぶと、程定国が小銃を持って加勢した。しかし程定国は近距離で発砲できず、銃床で陶啓勝を殴りつけた。陶啓勝は倒れて負傷し、逃げ出したところを程定国によって後ろから銃撃された。宿舎1階では前隊隊官（中隊長）の黄坤栄・司務長（軍曹に相当）の張文濤・八営代理管帯（大隊長代理に相当）の阮栄発の3名が鎮圧のため駆けつけたが、次々と程定国に殺された。駐屯地は大混乱となり、その後熊秉坤は、武昌起義を宣言し、楚望台の武器庫を占領した。金は軍需処の電話線を切断、南湖の砲隊を合流させるため中和門へ向かい、大鉄鎖を破壊すると、3発発砲して合図を送り、合流した砲隊と督署に向かった。

### 陽夏之戦
起義成功後の10月15日、後隊一排長。17日、敢死隊八棚正目に任ぜられる。19日、漢口の劉家廟、頭道街一帯の防御を命じられる。翌日夜、部隊を率いて三道橋に辿り着き、そこで清軍と遭遇、交戦した。この戦闘で敢死隊第一隊副隊長の徐兆斌が戦死したため、22日、後任で副隊長。27日、馮国璋率いる北洋第1軍、段祺瑞率いる第2軍が漢口に到着し、劉家廟、大智門一帯で激戦を展開。29日、中央二隊指揮官に昇進した。敢死隊と南京敢死隊機関銃隊を率いて劉王廟から張美之巷一帯を死守した。
11月17日、漢陽に撤退。金は漢江を利用して鎮圧軍を止められないかと策したが、鎮圧軍の防備が強固だったため断念した。翌日、敢死隊第一隊隊長の方興が辞任し、金が隊長に就任。琴断口に到着し、そこから架橋して渡河、漢豊面粉廠にて丸一日戦闘を続け、鄔家巷に撤退した。敢死隊一、三両隊、南京学生軍一隊を率いて三眼橋の防備を命じられ、また副隊長の蒋楚杰に命じて10余人を選抜し、泳いで湯家山奪還に向かわせた。一連の戦闘は７昼夜行われ、その間ほとんど就寝していなかった。漢陽陥落後、敢死隊は護軍隊に改編され、五標軍械、のち九標三営管帯に昇進し両望に駐屯、間もなくして、黄陂、孝感一帯に駐屯した。金兆龍はとても勇敢で多大な功績を上げたが、同僚との不和が原因で軍を退役した。
北京政府成立後、湖北督軍差遣員兼陸軍部候差員、武漢総稽査処偵探員として勤務したが、北伐完了後に罷免され、「湖北清郷総局」の黄岡県団補佐を務めた後、1933年に病没した。

## 登場作品
- 『1911』 - 演：南凱